# Concorezzo
Concorezzo é uma comuna italiana da região da Lombardia, província de Monza e Brianza, com cerca de 13.666 habitantes. Estende-se por uma área de 8 km², tendo uma densidade populacional de 1708 hab/km². Faz fronteira com Arcore, Vimercate, Monza, Villasanta, Agrate Brianza.

## Demografia
| Variação demográfica do município entre 1861 e 2011                               |
|                                                                                   |
| Fonte: Istituto Nazionale di Statistica (ISTAT) - Elaboração gráfica da Wikipedia |